# Klaudiusz Hrabyk
Klaudiusz Hrabyk, ps. „Twardzis”, „Twardzic” (ur. 5 sierpnia 1902 we Lwowie, zm. 26 grudnia 1989 w Warszawie) – polski polityk narodowo-demokratyczny i dziennikarz, doktor filozofii, powstaniec śląski, współtwórca Młodzieży Wszechpolskiej, żołnierz Armii Krajowej, powstaniec warszawski, współpracownik Służby Bezpieczeństwa.

## Życiorys
Syn Piotra i Stefanii z Twardowskich. Ukończył szkołę średnią w Przemyślu. Brał czynny udział w przewrocie 1918 jako żołnierz. Po powrocie do szkoły organizował Związek Filaretów, w latach 1917–1920 redagował „Tekę Filarecką”.
W latach 1919–1920 redagował czasopismo „Swój do Swego”. W 1920 zdał egzamin maturalny, po czym wstąpił do Armii Ochotniczej, walczył na froncie i został ranny pod Rożyszczami. W międzyczasie nawiązał kontakt z delegatami Zetu – m.in. Włodzimierzem Świrskim.
Brał czynny udział w III powstaniu śląskim. Po wojnie z bolszewikami wstąpił na Uniwersytet Jagielloński – ukończył filozofię, studiując polską literaturę polityczną.
W 1921 został sekretarzem Związku Akademickiego Młodzież Wszechpolska w Krakowie, brał udział w Kongresie Młodzieży Wszechpolskiej w Warszawie jako delegat i został pierwszym prezesem MW w Krakowie.
Aresztowany z polecenia premiera Władysława Sikorskiego w związku z zamachem bombowym 21 kwietnia 1923 na rektora UJ Władysława Natansona, przeciwnika wysuniętego przez Młodzież Wszechpolską pomysłu numerus clausus; zwolniony po interwencji posła Tadeusza Tabaczyńskiego.
Rozpoczął w tym okresie pracę dziennikarską, najpierw w „Głos Narodu”, potem „Goniec Krakowski”, równocześnie redaguje „Wieniec i Pszczółkę” – ludowy tygodnik dla wsi. Szybko zdobył uznanie i miejsce w redakcjach, został korespondentem lwowskiego „Słowa Polskiego”, „Gazety Warszawskiej”, „Kuriera poznańskiego” i „Słowa pomorskiego” w Toruniu. Pisał artykuły do „Przeglądu Wszechpolskiego” Stanisława Kozickiego i „Myśli Narodowej” Zygmunta Wasilewskiego.
Od 1925 pracował w „Gońcu Śląskim”.
Do Krakowa powrócił w 1926 i założył tygodnik polityczny „Trybuna narodowa”. W tym samym czasie przeniósł się do Lwowa i został redaktorem „Słowa Polskiego”.
W 1928 otrzymał tytuł doktora filozofii na UJ za pracę „Przegląd Wszechpolski 1895–1905”, został prezesem Obozu Wielkiej Polski w Małopolsce Wschodniej i przeszedł ze „Słowa Polskiego” do „Kuriera Lwowskiego”
w tym czasie był dwukrotnie aresztowany za udział w zamieszkach antysemickich w 1929 roku oraz w 1932 roku i w związku z tym został wybrany prezesem stowarzyszenia tzw. Brygidkarzy tj. działaczy narodowych, aresztowanych za akcje polityczne we Lwowie.
W latach 1930/1931 odbywał służbę wojskową w Śremie (poznańskie) w stopniu podporucznika.
W grudniu 1935 został redaktorem naczelnym lwowskiego „Dziennika Polskiego”. W 1937 został powołany na stanowisko redaktora politycznego warszawskiego „Kuriera Porannego”, pracował tam aż do wojny. Znany był ze swoich ataków na wszelką opozycję względem OZN-u. W 1939, tuż przed wojną, otrzymał za swą działalność Złoty Krzyż Zasługi.

### Wojna
Opuścił Warszawę i udał się do Lwowa, gdzie redagował „Dziennik Polski” aż do agresji sowieckiej, potem wrócił do Warszawy i do 1941 redagował „Słowo Polskie”.
W 1942 założył „Przegląd polityczny”, który zdobył uznanie i zwrócił uwagę wracającego do kraju Edwarda Rydza-Śmigłego. Po nawiązaniu z nim współpracy „Przegląd Polityczny” stał się oficjalnym organem Obozu Polski Walczącej. W tym okresie używał pseudonimów: Andrzej, Paulina, Stanisław Twardzic. W czasie konspiracji pisał książki polityczne oraz czuwał nad stroną redakcyjną i ideową całej prasy OPW. Brał udział w powstaniu warszawskim, gdzie redagował m.in. „Żołnierza Starego Miasta”. W pierwszym tygodniu powstania redagował „Wiadomości warszawskie” w nakładzie 1500 egzemplarzy.
Jego żona, Józefa, została wywieziona na roboty przymusowe po powstaniu.

### Emigracja
Po powstaniu uciekł do Krakowa. Nie udało mu się wznowić prasy OPW. Przed wejściem Sowietów uciekł do Niemiec jako Aleksander Kazimierski (robotnik). Po wyzwoleniu Brunszwiku przez Amerykanów pełnił obowiązki komendanta obozu wysiedlonych.
W 1945 udał się do Frankfurtu, gdzie założył Syndykat Dziennikarzy Polskich w Niemczech. W 1949 opuścił Niemcy i udał się do USA, gdzie został prezesem koła byłych żołnierzy AK w Nowym Jorku. Zorganizował Ligę Niepodległości Polskiej. W latach 1953–1955 był członkiem Rady Jedności Narodowej w USA. W 1957 wydał książkę Kraj i emigracja określając stosunek emigracji do kraju.
W 1958 wrócił do kraju. Angażował się w zwalczanie emigracji. Został tajnym współpracownikiem Departamentu I MSW. Pisał dla władz opracowania na temat emigracji. Nieznana jest dokładna data zapoczątkowania przez Hrabyka współpracy z SB, ponieważ jego teczka pracy została zniszczona w grudniu 1980. Po marcu 1968 w „Żołnierzu Wolności” – gazecie Ludowego Wojska Polskiego, opublikował artykuł pt. Zatrzaśnięta szansa Pawła Jasienicy. Po artykule nadchodziły żądania wyeliminowania Jasienicy ze „zdrowego trzonu społeczeństwa” nadsyłane przez młodzież, włókniarki i żołnierzy.

## Publikacje
- (pod pseudonimem: Marjan Czereński) Czy jesteśmy liberałami?: (z rozważań nacjonalisty), Kraków: nakładem autora 1925 [1924].
- Kwestia żydowska, Lwów: Związek Młodych Narodowców 1934.
- Nowe drogi w polityce narodowej, Lwów – Warszawa: Księgarnia Polska B. Połoniecki 1934.
- Sprawa ukraińska, Poznań: „Awangarda Państwa Narodowego” 1935. Biblioteczka Związku Młodych Narodowców, z. 5.
- Mieczysław Piszczkowski, Zdzisław Stahl, Nowa konstytucja polska, Lwów – Warszawa: „Organizacja Myśli Politycznej” 1935.
- Ideologia „Przeglądu Wszechpolskiego” (1895–1905), Poznań: „Awangarda Państwa Narodowego” 1937.
- (pod pseudonimem: Stanisław Twardzic) Rozważania polskie, Hamburg 1947.
- List legalisty do Anonima: na ręce Adama Pragiera, New York 1954.
- Kraj i emigracja, New York: nakładem autora 1957.
- Dzieje grzechu Stanisława Mikołajczyka, Linköping (Szwecja): „Nasz Czas” 1964.
- (pod pseudonimem: Tadeusz Mateja) Podwójne życie Jerzego Giedroycia, Malmö: „Nasz Znak” 1965.
- Emigracyjny „Dziennik Polski i Dziennik Żołnierza”: studium monograficzne, Warszawa: Ośrodek Badania Stosunków Wschód-Zachód RSW „Prasa” 1972.
- Polska emigracja polityczna. Historia Rady Jedności Narodowej. Cz. 1, Warszawa 1973.
- Kongres Polonii Amerykańskiej (1944–1972), wstęp Mieczysław Fudali, Warszawa: Krajowa Agencja Wydawnicza RSW „Prasa-Książka-Ruch” 1974.